# 埃德蒙·弗雷米
埃德蒙·弗雷米（法語：Edmond Frémy，1814年2月28日—1894年2月3日），法国化学家。生于凡尔赛。
1831年进入盖-吕萨克的实验室工作。1834年在巴黎综合理工学院任职。1837年在法兰西公学院任职。1845年发现弗氏盐。曾对锇酸、铁酸盐、锡酸盐、铅酸盐、臭氧和单质氟的制备进行研究。逝于巴黎。